# Ana Joaquina do Prado Fonseca
Ana Joaquina do Prado Fonseca (Jundiahy, 4 de maio de 1821 — 28 de fevereiro de 1906, Jundiahy), foi a 2ª baronesa de Jundiaí, tendo sido proprietária rural, filha do sargento-mor Antonio de Queiroz Telles, barão de Jundiaí e da baronesa consorte Ana Leduina de Morais Jordão, sua sobrinha.
Casou-se com o senador José Manuel da Fonseca, formado em direito em Coimbra, senador do Império depois de ter sido deputado geral por São Paulo em 1842, tendo sido vice-presidente da Província de São Paulo em 1839 e 1842, filho de Antonio da Fonseca e de Gertrudes Maria de Camargo, já viúvo de Ana Brandina da Silva Prado e importante proprietário de fazendas de café e açúcar. Foi seu filho, Antonio Leme da Fonseca. Foram os quarto-proprietários da Fazenda Monte Serrat, em Itupeva, São Paulo, tendo seu filho herdado a fazenda, sendo seu quinto-proprietário e a ela se dedicado.
Dentre outros, foram seus irmãos, Antonio de Queiroz Telles, conde de Parnaíba, que se casou com Rita Mboy Tibiriçá Piratininga e Joaquim Benedito de Queiroz Telles, barão do Japi, que se casou com sua tia materna, Maria Januária de Moraes Queiroz. 
Agraciada com o título de baronesa de Jundiaí, concedido em 7 de maio de 1887 por D. Pedro II.
O Museu Paulista da Universidade de São Paulo, mantem em seu acervo, itens pertencentes à segunda Baronesa de Jundiaí, sendo quadro confeccionado com seus cabelos, com o monograma "BJ", montado em Paris, no século XIX , como também porcelana francesa, século XIX, que traz o monograma "AJPF". assim como o Museu Solar do Barão de Jundiaí.
Faleceu no ano de 1906, sendo sepultada no Cemitério Municipal Nossa Senhora do Desterro, no município de Jundiaí, Estado de São Paulo.

## Brasão de Armas
O da família Queiroz. Esquartelado: o I e IV de ouro, seis crescentes de vermelho; o II e III de prata, leão de vermelho.
Timbre: o leão nascente.